# Thorkild Pedersen
Thorkild Pedersen (født 23. oktober 1929 i Hurup Thy, død 12. december 2013) var en dansk bilforhandler og politiker som var medlem af Folketinget for Centrum-Demokraterne fra 1973 til 1975.
Pedersen blev født i Hurup som søn af portør Peder Pedersen. Han arbejdede som togbetjent ved DSB og blev senere 
bilforhandler i Struer.
Han var folketingskandidat for Socialdemokratiet i Holstebrokredsen fra 1971 til 1973 og blev i 1973 kandidat for det nydannede parti Centrum-Demokraterne i samme kreds. Han blev valgt ved folketingsvalget i 1973 i Ringkøbing Amtskreds og var medlem af Folketinget fra 4. december 1973 til 9. januar 1975.